# Смажена риба

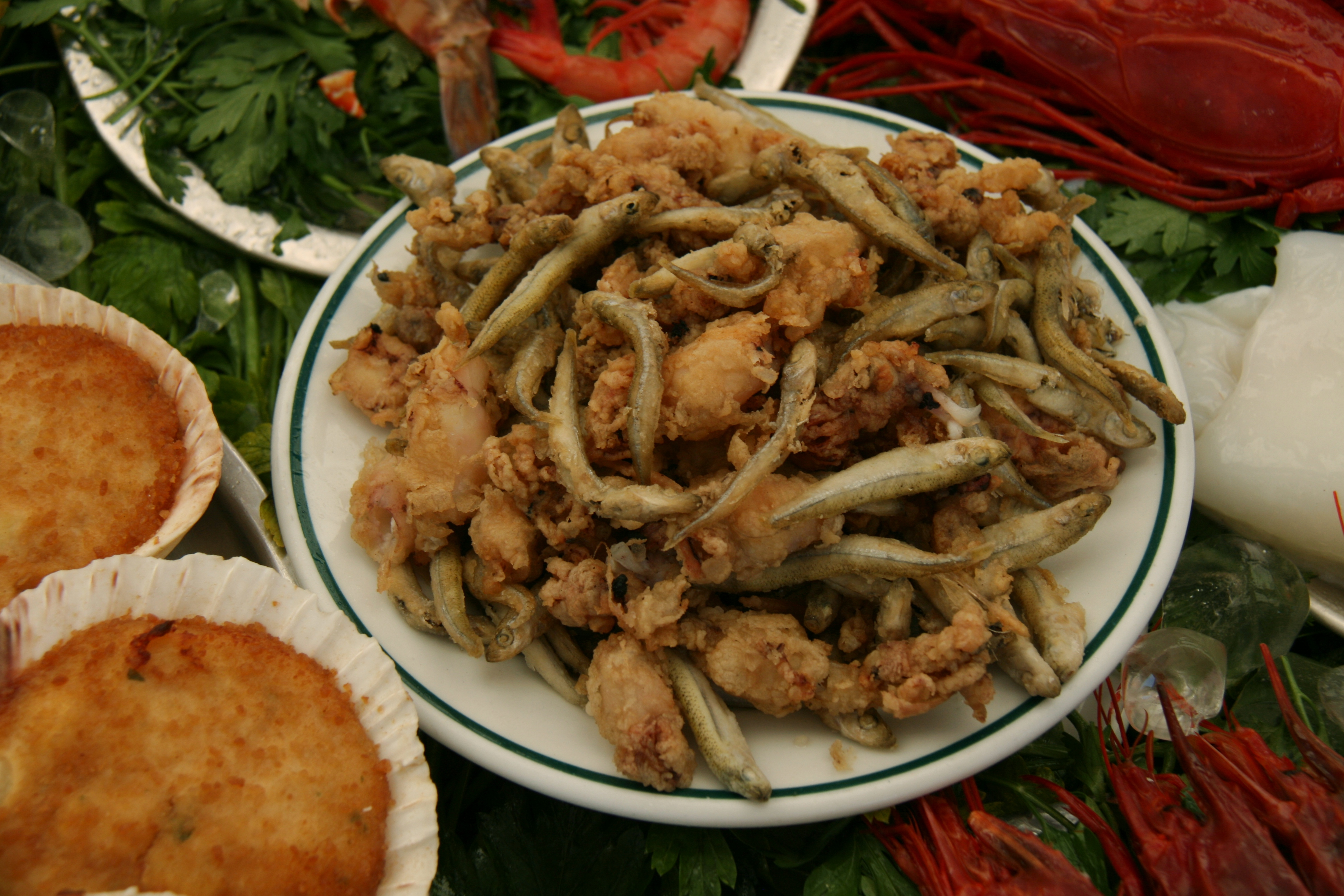
Пескадо фрито

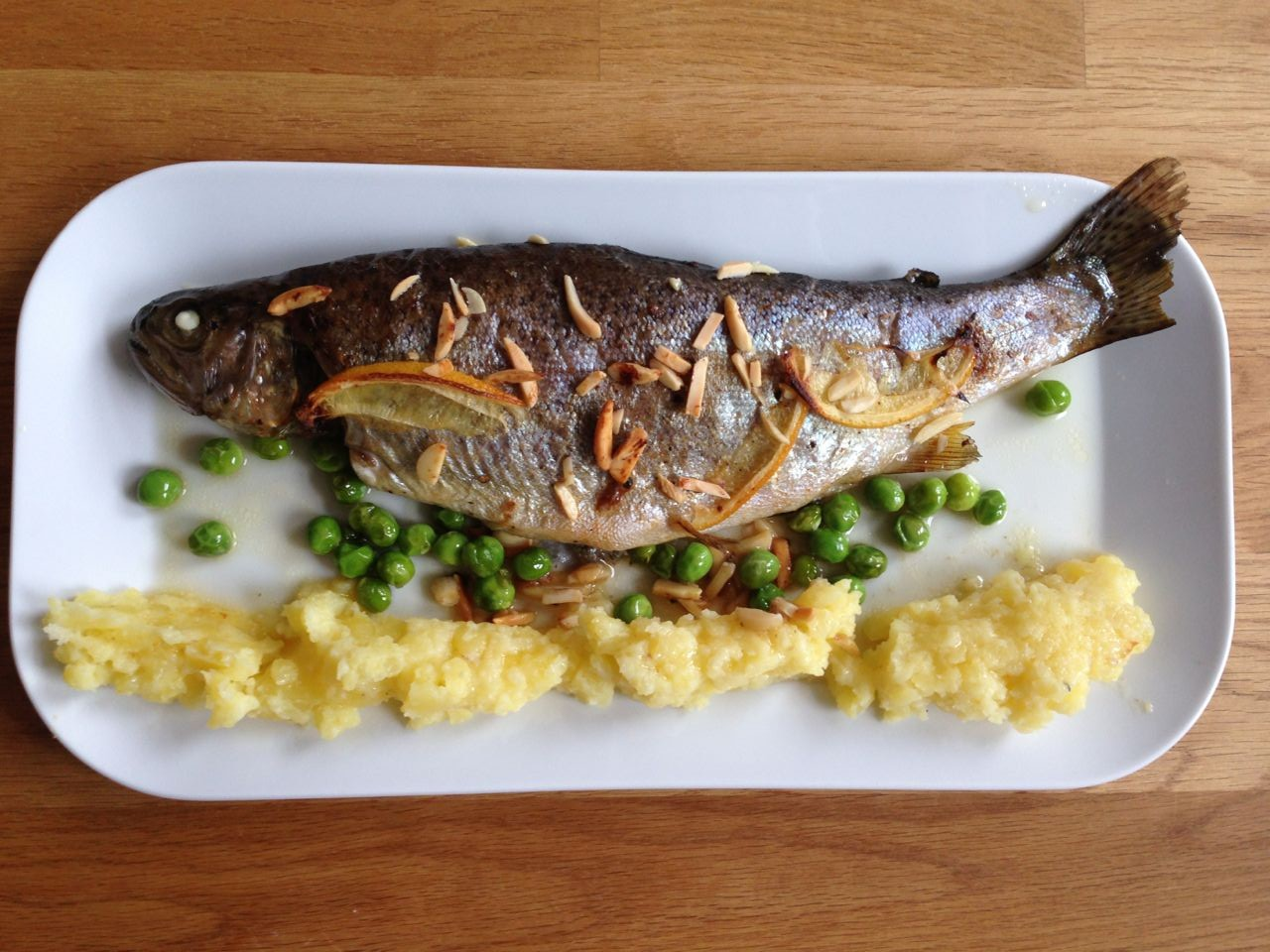
Форель а-ля меньєр

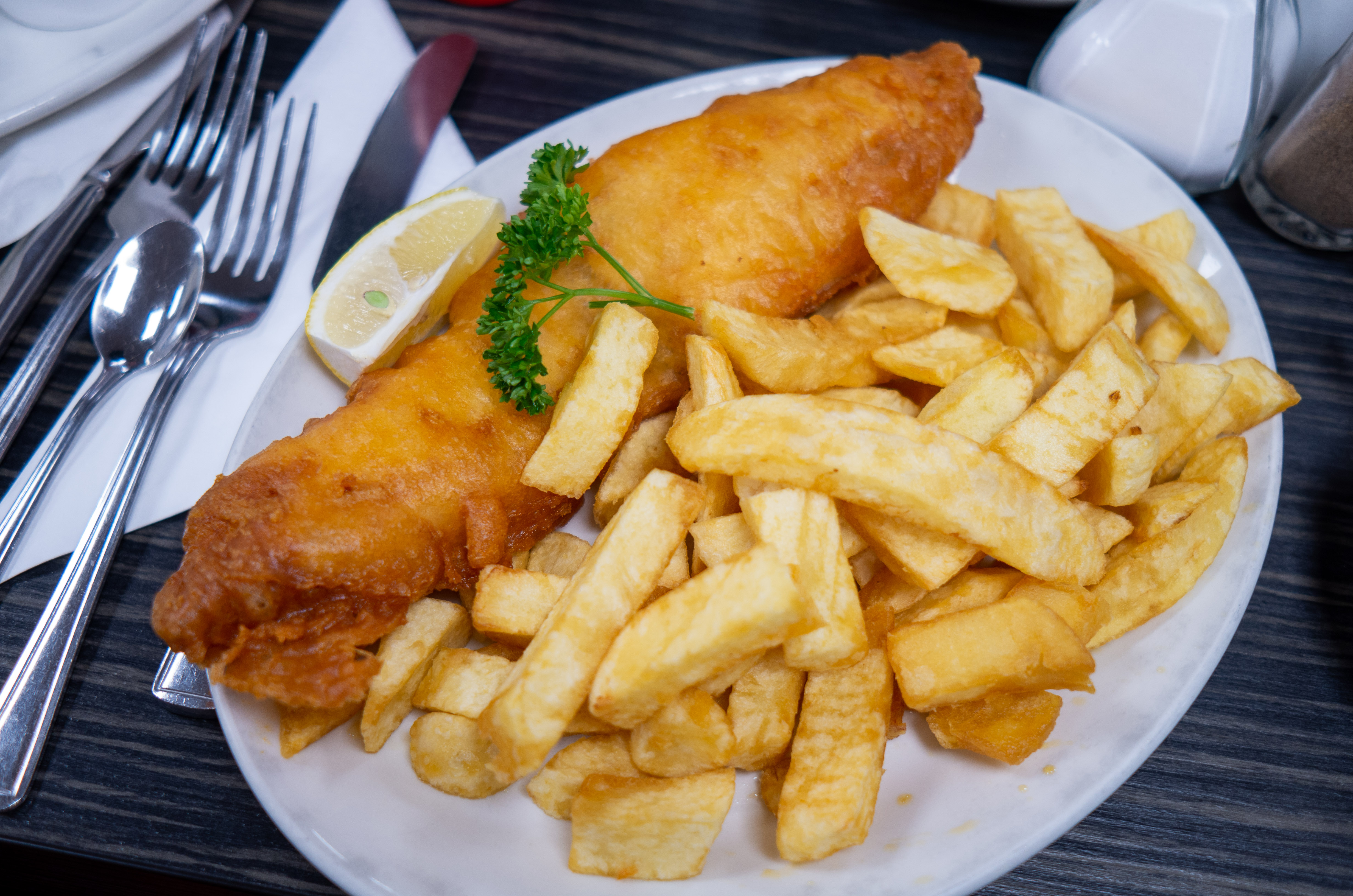
Риба та картопля фрі

Смажена риба — узагальнююча назва рибних страв і кулінарних виробів, що готуються смаженням. При смаженні риба зберігає екстрактивні речовини, за рахунок підсмаженої скоринки покращуються її смак та запах. Смажена риба містить більше поживних речовин, ніж відварена або припущена. Калорійність смаженої риби вища за рахунок поглинання певної кількості жиру. У європейській кухні смажену рибу зазвичай сервірують зі смаженою або відвареною картоплею, картопляним пюре, розсипчастими кашами та прикращають зеленню петрушки або кропу, часто зі скибочкою лимону, холодним соусом на основі майонезу з корнішоном або гарячим томатним соусом.
Для смаження підходять усі види риби. Для смаження рибу патрають і нарізають порційними шматками або відділяють філе, а також використовують непластовану рибу. Дрібну рибу смажать цілою з головою і без неї, рибу — ланками або порційними шматками. Перед смаженням рибу приправляють сіллю та перцем і зазвичай панують у пшеничному борошні, хлібній (білій паніровці, з подрібненого в дрібну крихту черствого м'якуша білого хліба) або сухарній крихті. Для смаження риби придатні будь-які жири, крім яловичого і баранячого сала: рафіновані рослинні олії (соняшникова, гірчична, кунжутова, бавовняна та ріпакова), топлене масло, смалець, сало, а також масляно-жирові суміші. В української кухні для смаження риби традиційно вживають соняшникову олію, в європейській — розігріте до певного кольору звичайне вершкове масло, в китайській — арахісова або кунжутова олія.